# 阿巴萨巴德县
阿巴薩巴德縣（波斯语：شهرستان عباس‌آباد）位於伊朗馬贊德蘭省。它的首府是阿巴薩巴德市。
根據2006年所作的伊朗人口普查數據顯示，該地區人口45,589人。2009年該地區從托尼卡邦縣獨立為阿巴薩巴德縣。2011年的人口普查數據顯示，阿巴薩巴德縣有47,591人。2016年的人口普查數據顯示，阿巴薩巴德縣人口為52,832人。